# Rhopalophora angustata
Rhopalophora angustata är en skalbaggsart som beskrevs av Schaeffer 1905. Rhopalophora angustata ingår i släktet Rhopalophora och familjen långhorningar. Inga underarter finns listade i Catalogue of Life.